# De grot van de nimfen

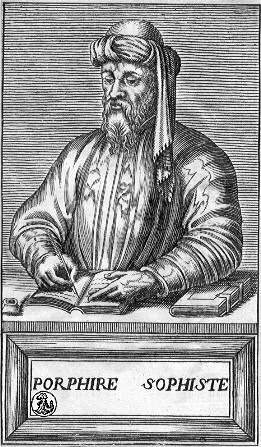
Porphyrius

De grot van de nimfen (De antro nympharum) is een kort essay van de neoplatonische filosoof Porphyrius (3e eeuw), waarin hij Homerus’ beschrijving van de Najadengrot in de Odyssee (XIII, 102-112) allegorisch interpreteert. Homerus zou hebben willen verwijzen naar diepere waarheden, die Porphyrius poogt te achterhalen door te rade te gaan bij uiteenlopende bronnen, van mysteriecultussen tot presocratische filosofen. Zo komt hij uit bij de interpretatie dat de grotscène verwijst naar het zuiverings- en incarnatieproces van onsterfelijke zielen van mensen. Porphyrius’ interpretatie is de laatste en uitvoerigste in de oudheid, en blijft een autoriteit op dit vlak. 

## Achtergrond
Porphyrius schreef filologische werken, namelijk de Homerische onderzoekingen en Over de filosofie van Homerus. De keuze voor Homerus ligt voor de hand, omdat diens werken een belangrijke rol spelen in de oud-Griekse culturele traditie. Allegorese, het allegorisch interpreteren van een tekst, bestond reeds in de hellenistische tijd en diende bijvoorbeeld om onduidelijke, schijnbaar onzinnige of aanstootgevende passages te ‘redden’ door er een nieuwe betekenis aan te geven. Bij de neoplatonisten was allegorese in trek, omdat ze zo bepaalde waarheden konden lezen in oude bronnen om tot een geïntegreerde, eclectische visie te komen. In De grot van de nimfen was het Porphyrius’ bedoeling om een onduidelijke en bevreemdende passage in de Odyssee betekenisvol te maken door Homerus te beschouwen als filosoof die diepe wijsheden in de tekst had verborgen (hyponoia). Door de waarheid te achterhalen komt de neoplatonist tot morele inzichten die helpen om de ziel te zuiveren. De vermeende diepe wijsheden hadden voor Porphyrius betrekking op de metafysische werkelijkheid of intelligibele wereld: zielen van mensen met gebreken die het (re)incarnatieproces doormaken om gaandeweg gezuiverd te worden.

## Aanpak
Porphyrius wil de oorspronkelijke, diepere betekenis van de tekst achterhalen. Om de tekst beter te begrijpen, benut hij andere passages uit het werk van Homerus, en past hij etymologie toe om woorden nieuwe betekenis te geven. Met name gebruikt hij echter allerhande informatie, Grieks en niet-Grieks, over grotten en elementen die door Homerus vermeld zijn. Hij gebruikt zijn kennis van natuurfilosofie, mythologie, religieuze noties en noties uit de astrologie, zij het op een willekeurige manier. De vergaarde informatie associeert hij met elkaar om tot een allegorische interpretatie te komen. Porphyrius geeft soms aan dat hij daarmee de oorspronkelijke auteursintentie achterhaalt, maar laat tegelijk ook in het midden of zijn interpretatie overeenstemt met die van de auteur.

## Samenvatting

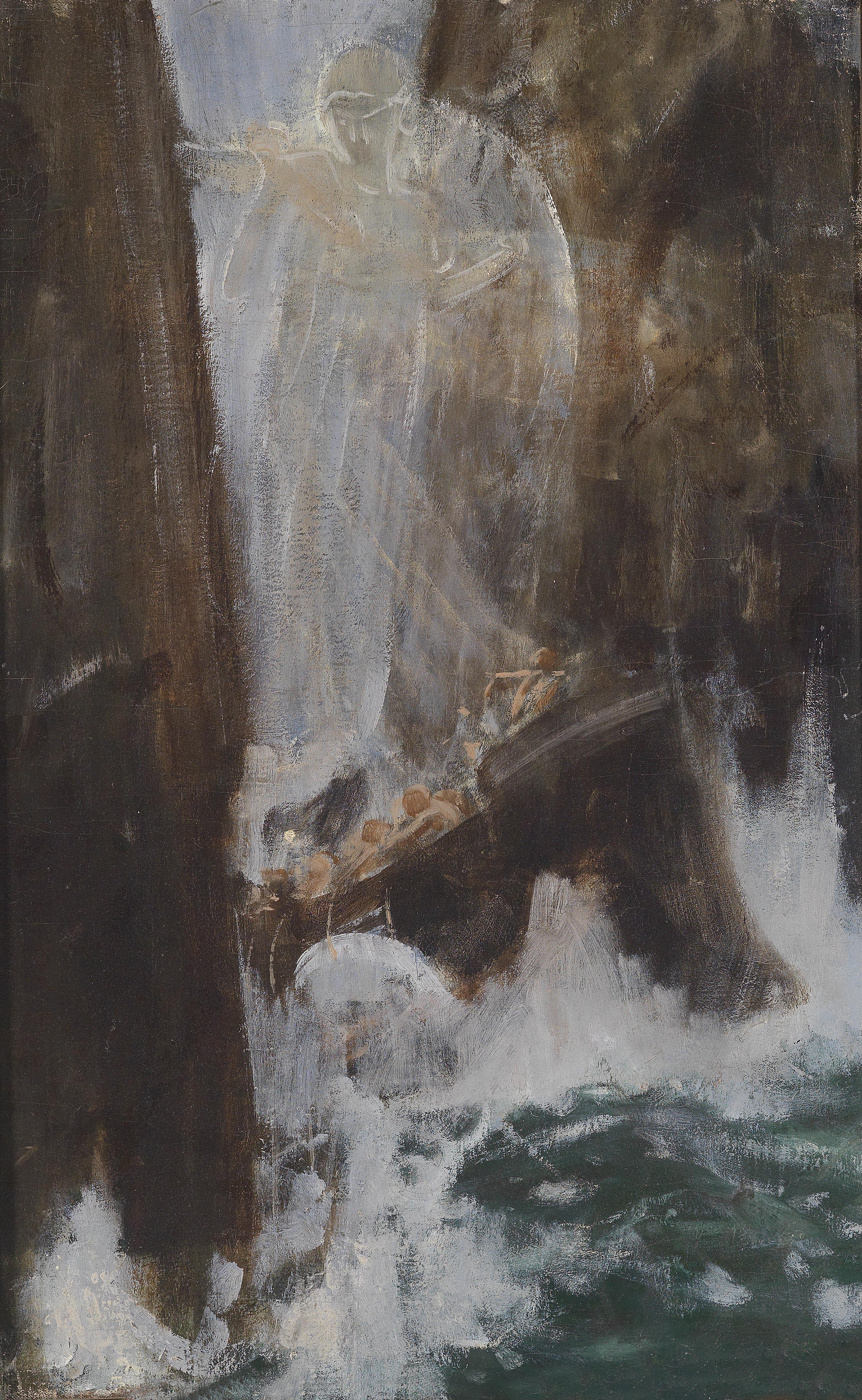
De omzwervingen over zee van Odysseus symboliseren volgens Porphyrius het incarnatieproces van de mens, die zo gaandeweg wordt gezuiverd.

‘Aan het eind van de baai staat een langbladige olijfboom en dicht daarbij is een liefelijke, schemerdonkere grot, gewijd aan de nimfen, Naiaden genaamd. Daar staan stenen vaten en kruiken, waarin de bijen hun honing bereiden; ook lange weversbomen van steen, waaraan de nimfen purperen doeken weven, een wonder voor het oog. Altijd welt er water tevoorschijn. De grot heeft twee toegangen, een aan de noordkant, waarlangs de mensen afdalen; die aan de zuidkant is voor de goden bestemd; geen mens gaat daarlangs naar binnen; het is de weg van de onsterfelijken.’ – Odyssee (XIII, 102-112)
De passage bevat de volgende elementen die Porphyrius herinterpreteerde: een grot, een waterbron, honing, stenen vaten en kruiken, een stenen weefgetouw, purperen gewaden, een olijfboom, en twee ingangen, een voor stervelingen en een voor goden.
Porphyrius rechtvaardigt eerst zijn beslissing om tot allegorese over te gaan. De beschreven grot is te merkwaardig en onduidelijk om afgedaan te worden als willekeurige, dichterlijke vrijheid. Dan legt hij uit dat men grotten van oudsher als symbool opvatte voor de kosmos. Bovendien is de grot een plaats van mystieke inwijding, zoals gebeurde bij in het mithraïsme. Grotten zijn zodoende geassocieerd met verborgen krachten. De grot is namelijk donker, en verwijst zodoende niet alleen naar fysieke maar ook naar geestelijke werkelijkheid. De Najaden zijn waternimfen, en zowel water als nimfen worden geassocieerd met zielen. Zielen worden aangetrokken door water en vermengen zich na hun hemelse afdaling via water met het fysieke lichaam. Dit proces van incarnatie wordt bewaakt door de Najaden als daimonen. De stenen vaten en kruiken zijn symbolen daarvan. Het incarnatieproces wordt uitgebeeld door het weefgetouw, en de purperen gewaden verwijzen aanvullend naar vlees en bloed. Honing geldt als reinigend en conserverend middel (met cultische functies), zodat het hier verwijst naar het water van de nimfen, dat niet bederft maar reinigt en bijdraagt aan het wordingsproces. Dat de poort voor mensen gericht is naar het noorden, is omdat het bewoonde deel van de aarde noordelijk gelegen is. De twee toegangspoorten verwijzen naar het gegeven dat alles in de natuur op gang komt door tegenstellingen: oost-west, dag-nacht, geestelijke wereld-waarneembare wereld enzovoort. De olijfboom symboliseert de goddelijke wijsheid, die erin bestaat de wereld bewust zo te scheppen zoals ze is. ‘De kosmos wordt bestuurd door een denkende natuur.’
Het beeld van de grot krijgt nog extra betekenis door de Odyssee op te vatten als een reis langs de incarnatieketen van de mens. Odysseus symboliseert die mens, en hij wordt voortdurend op de proef gesteld om zijn hartstochten te overwinnen. Daarin slaagt hij pas als hij afstand neemt van de zee, die de materiële wereld vertegenwoordigt. De grot ligt dan ook landinwaarts.